# Lazec, Loški potok
Lazec este o localitate din comuna Loški potok, Slovenia, cu o populație de 36 de locuitori.